# Richard Williamson
Richard Nelson Williamson (8. března 1940 Buckinghamshire – 29. ledna 2025) byl katolický duchovní, kterého v roce 1988 vysvětil bez papežského svolení arcibiskup Lefebvre jako jednoho ze světících biskupů pro Kněžské bratrstvo svatého Pia X. (FSSPX). Toto svěcení bylo Svatým stolcem považováno za „nelegální“ čin a „projev schizmatu“. Williamson byl kvůli tomu prohlášen za upadlého do exkomunikace „latae sententiae“ (exkomunikace nastupující bez rozhodnutí představeného).
Prohlášení o exkomunikaci bylo Svatým stolcem zrušeno v lednu 2009. Zrušení exkomunikace vyvolalo protesty řady osobností a organizací, protože Williamson prezentoval řadu kontroverzních názorů na Židy, včetně popírání obecně uznávaného rozsahu holocaustu či existence plynových komor.
Biskup Williamson se v následujících letech dostal do konfliktu s vedením FSSPX, které kritizoval za přílišné ústupky požadavkům Svatého stolce a za ochotu jednat o smíření se Svatým stolcem ještě předtím, než se ten navrátí na správnou cestu. V létě 2012 byl pro neposlušnost a nerespektování představených nejprve vyloučen z generální kapituly FSSPX a v říjnu téhož roku i z řad FSSPX.
Biskup Williamson se po svém vyloučení stal vůdčí osobností tzv. hnutí Odporu – skupiny kněží, kteří odešli či byli vyloučeni z FSSPX pro nesouhlas se směřováním Bratrstva pod biskupem Fellayem. 19. března 2015 bez svolení Říma vysvětil biskupem P. Jeana-Michela Faureho. Týž den následujícího roku vysvětil na biskupa P. Thomase Aquinase, převora kláštera sv. Kříže v brazilském Nova Friburgo. V roce 2017 vysvětil třetího biskupa, Gerarda Zendejase. Zemrel 29. ledna 2025.

## Mládí a počátky církevní kariéry
Williamson se narodil v Anglii jako druhý ze tří synů v anglikánské rodině. Navštěvoval Winchester College. Po absolvování studia literatury na Cambridgeské univerzitě, působil v Africe. 
V roce 1971 byl Williamson přijat do římskokatolické církve Johnem Flanaganem, irským misionářem pracujícím v Anglii. Po novickém pobytu v Londýnské oratoři vstoupil Williamson do Mezinárodního semináře sv. Pia X. v Ecône ve Švýcarsku. V roce 1976 byl vysvěcen za kněze arcibiskupem Marcelem Lefebvrem.
Williamson se nejprve stal profesorem na Německém semináři bratrstva ve Weissbadu a po dvou letech se přesunul do semináře v Ecône. V roce 1983 byl přeložen do Semináře sv. Tomáše Akvinského v Ridgefieldu v americkém státě Connecticut; nyní seminář sídlí ve Winoně v Minnesotě. Zakrátko se stal jeho rektorem.

## Vysvěcení a exkomunikace
V červnu 1988 oznámil arcibiskup Marcel Lefebvre úmysl vysvětit Williamsona a další tři kněze na biskupy. Lefebvre neměl pro tato svěcení pontifikální mandát (tj. svolení od papeže), obvykle vyžadovaný Kánonem 1382 Kodexu kanonického práva. Dne 17. června 1988 kardinál Bernardin Gantin, prefekt Kongregace pro biskupy, zaslal Williamsonovi formální kanonické upozornění, že bude automaticky vystaven postihu exkomunikace, pokud bude vysvěcen Lefebvrem bez papežského svolení.
Dne 30. června 1988 byli Williamson a tři další kněží vysvěceni na biskupy arcibiskupem Marcelem Lefebvrem. Dne 1. července kardinál Gantin vydal prohlášení, ve kterém oznámil, že Lefebvre a všichni čtyři nově ustavení biskupové „si přivodili ipso facto exkomunikaci latae sententiae vyhrazenou apoštolskému stolci.“
Dne 2. července 1988 papež Jan Pavel II. vydal apoštolský list Ecclesia Dei, ve kterém potvrdil exkomunikaci a popsal vysvěcení jako čin „neposlušnosti římskému pontifexu ve velmi vážné věci a nejvyššího významu pro jednotu církve“. Napsal, že „taková neposlušnost – která v praxi předpokládá odmítnutí římského primátu – vytváří akt schizmatu“. Kardinál Castrillón Hoyos, hlava komise zodpovědné za uplatnění Ecclesia Dei, řekl, že výsledkem byla „situace oddělení, i když to nebylo formální schizma.“
Williamson a jeho příznivci odmítali validitu exkomunikace, protože podle nich byla vysvěcení nutná kvůli morální a teologické krizi v katolické církvi.

## Život po roce 1988
Po vysvěcení na biskupa Williamson zůstal rektorem Semináře sv. Tomáše Akvinského. Vykonával různé biskupské funkce včetně biřmování a svěcení. V roce 1991 asistoval při vysvěcení Licínia Rangela jako biskupa Kněžské společnosti sv. Jana Vianneye po smrti jejího zakladatele biskupa Antonia de Castro Mayera.
V roce 2003 byl Williamson ustanoven rektorem Semináře blahoslavené Panny Marie v La Reje v Argentině.
V roce 2006 vysvětil dva kněze a sedm jáhnů ve Varšavě pro Kněžskou společnost sv. Josafata, již vede kněz Basil Kovpak. Ten byl v roce 2007 exkomunikován ukrajinskou řeckokatolickou církví. Tento čin byl katolickou církví považován za nelegální kvůli porušení kánonů 1015 §1 and 1017 Kodexu kanonického práva, protože mimo vlastní jurisdikci neměl souhlas diecézního biskupa a platné propouštěcí dopisy (viz kánony 1018 a 1019), které by mu povolovali provádět svěcení kdekoli.
Williamson je také známý tím, že káže proti studiu vědy o umění, proti moderní rockové hudbě (kterou označil za „ďáblovu hudbu“) a proti vzdělávání žen do stejné míry jako mužů.[zdroj?]

## Kontroverze z roku 2009
| „                                        | Věřím, že žádné plynové komory neexistovaly ... Myslím, že v nacistických koncentračních táborech zahynulo 200 až 300 tisíc Židů ... ale žádný z nich v plynových komorách. | “ |
| — Richard Williamson ve Švédské televizi | |   |

Vyjádřením svých názorů na holokaust v interview pro Švédskou televizi natočeném v listopadu 2008 a odvysílaném v lednu 2009 (již před vysíláním o jeho obsahu informoval list Der Spiegel) způsobil Williamson mohutné protesty. Navíc mu hrozil postih v Německu, kde bylo interview pořízeno a kde je popírání holocaustu trestným činem, za který hrozí trest do pěti let vězení.
Další biskup Kněžského bratrstva sv. Pia X. Bernard Fellay reagoval na spor vyjádřením, že diskutované názory byly plně světské a že se nijak netýkají bratrstva, které se plně věnuje obnovení tradiční římskokatolické doktríny a disciplíny. Jak švédská katolická církev, tak Nejvyšší okrsek bratrstva ve Švédsku a Německu se distancovaly od antisemitismu a rasismu.
Dekretem z 21. ledna 2009 (číslo protokolu 126/2009), který byl vydán v reakci na nejnovější žádost podanou biskupem Fellayem ve jménu všech čtyř biskupů, které Lefebvre vysvětil 30. června 1988, prefekt Biskupské kongregace mocí danou mu papežem Benediktem XVI. odvolal automatickou exkomunikaci, ke které tehdy došlo, a vyjádřil přání, že bude brzy následovat plné spojení celého bratrstva s katolickou církví, čímž se dokáže jeho skutečná loajálnost a skutečné přijetí papežského úřadu a moci.
Kanonická situace všech čtyř biskupů se tak změnila do stavu celého duchovenstva bratrstva, které je suspendované a divinis.
Předseda Antidifamační ligy Abraham Foxman dopisem kardinálu Walteru Kasperovi vyjádřil svůj nesouhlas s případnou reintegrací biskupa Williamsona do církve. Když byla exkomunikace přesto sňata, mluvčí Vatikánu rev. Federico Lombardi připomněl, že Williamsonovy názory neměly na rozhodnutí žádný vliv. Profesor církevní historie Mons. Robert Wister vyslovil názor, že Williamsonovy názory jsou možná „útočné a mylné“, ale „ne heretické“ a „nejsou urážkami k exkomunikaci“; označil Williamsona „ne za kacíře, ale (...) za lháře“.
Kvůli pokračujícímu nátlaku i Svatý stolec zaujal vůči Williamsonovi přísnější stanovisko a vyzval ho, aby se za se své výroky omluvil a distancoval se od nich.
Celá kontroverze byla podle Vatikánu vyvolána uměle a se záměrem poškodit papeže; švédská televize, která pořízením a odvysíláním rozhovoru s kontroverzními Williamsonovými výroky aféru odstartovala, takové obvinění odmítla.
Český primas, Miloslav kardinál Vlk reagoval na zrušení exkomunikace několika články na svém webu, kde zprvu nazval toto gesto „aktem milosrdenství“ a kritizoval postoje některých médií. Když vyšlo najevo, že papež například nekonzultoval své kroky s Walterem Kasperem, který se zabývá vztahem Židů a Vatikánu, vyjádřil domněnku, že Vatikán bral tento krok příliš na lehkou váhu.
V prohlášení z 26. února 2009, které vydala Papežská komise Ecclesia Dei, se nakonec Williamson za svoje výroky omluvil a poprosil „všechny duše, které byly právem pohoršeny,“ za odpuštění. Jak Vatikán, tak židovské organizace však omluvu nepovažují za dostatečnou, neboť Williamson v ní neprohlašuje, že by své názory na šoa změnil, což bylo jednou z podmínek Svatého stolce. Italské agentury podaly 1. března zprávu, podle které omluvu za dostatečnou nepovažuje ani mons. Fellay – představený Bratrstva sv. Pia X. Ten se měl pro týdeník Der Spiegel o případu vyjádřit slovy „biskup Williamson musí být jednoznačnější ve své omluvě, a pokud jasně a zcela nepřehodnotí svá tvrzení o holocaustu a plynových komorách, bude z Bratrstva sv. Pia X. vyloučen“.

## Názory
Williamson svými názory stojí na radikálním konci tradicionalistického spektra, i když ještě nehájí sedisvakantismus. Odmítá kompromis s Vatikánem, který obviňuje ze lží a z toho, že je „v moci Satana“. Smíření mezi bratrstvem a Svatým stolcem považoval za nemožné s tím, že někteří členové bratrstva mohou odmítnout následovat bratrstvo i v případě, že by bylo dohody dosaženo. Williamson tvrdí, že bratrstvo není schismatické, ale je společenstvem opravdových katolíků, kteří udržují „úplnou víru“.
Podobně jako celé Kněžské bratrstvo svatého Pia X. Williamson odmítá změny v církvi po Druhém vatikánském koncilem. Ten považuje za liberální, neomodernistický a poškozující katolickou církev. Mezi změnami, které odmítá, jsou neformálnost a jednoduchost v bohoslužbách, místo nichž preferuje „krásu a majestátnost, krásnou hudbu a hábity“. Williamson považuje hlavní směr katolické církve po Druhém vatikánském koncilu za příliš vstřícný jiným vyznáním a náboženstvím, ekumenismus je podle něj chyba. Kritizoval teologické názory papežů Jana Pavla II. i Benedikta XVI.
Williamson má pevné stanovisko ohledně rolí mužů a žen a ohledně oblékání. Je proti tomu, aby si ženy oblékaly kalhoty nebo šortky, požadoval také na druhé straně více mužnosti od mužů.
Williamson podporuje konspirační teorie týkající se atentátu na prezidenta Johna Fitzgeralda Kennedyho. Obhajuje také teorie o stržení budov World Trade Center, odmítá, že šlo o teroristické útoky, ale tvrdí, že šlo o akci americké vlády.
Williamson vyjádřil kontroverzní názory na Židy. Označil je za „nepřátele Krista“ a žádal jejich konverzi ke katolictví. Tvrdí, že Židé a svobodní zednáři přispěli ke „změnám a korupci“ v katolické církvi. Prohlásil také, že Židé usilují o světovou nadvládu a že věří, že Protokoly sionských mudrců jsou autentické. Williamson odmítl, že je antisemita, protože vystupuje proti „odpůrcům našeho Pána Ježíše Krista“, že ne všichni Židé jsou takoví a že také vystupuje proti jiným skupinám, jako jsou komunisté a svobodní zednáři.
Williamson byl obviněn z popírání holocaustu. Odmítal existenci plynových komor a prohlásil, že ne šest milionů, ale mezi dvěma a třemi sty tisíci Židů zahynulo v nacistických koncentračních táborech. Williamson také vyzdvihl popírače holocaustu Ernst Zündela.